# Linnholmarna
Linnholmarna är klippor nära Aspholm i Nagu,  Finland.   De ligger i Pargas stad i landskapet Egentliga Finland. Ön ligger omkring 2 kilometer nordväst om Aspholm, omkring 14 kilometer öster om Nagu kyrka,  31 kilometer söder om Åbo och 150 km väster om Helsingfors. Närmaste allmänna förbindelse är förbindelsebryggan vid Pensar som trafikeras av M/S Nordep.
Terrängen runt Linnholmarna är platt. Havet är nära Linnholmarna söderut.  Närmaste större samhälle är Väståboland, 15,7 km nordost om Linnholmarna. 